# Bataille de Coronel
Première Guerre mondiale
Batailles
Batailles des océans Pacifique et Indien
- Fanning
- Zanzibar (en)
- Madras
- Papeete
- Tsingtao
- Rufiji
- Penang
- Coronel
- îles Cocos
- Más a Tierra

La bataille de Coronel est une bataille navale de la Première Guerre mondiale qui eut lieu le 1er novembre 1914 le long de la côte centrale du Chili. Elle prend son nom de la ville et du cap Coronel. Au cours de cet affrontement, l'escadre des Indes occidentales de la Royal Navy, commandée par le contre-amiral Christopher Cradock, rencontra et fut battue par les forces supérieures de l'escadre d'Extrême-Orient de la marine impériale allemande, aux ordres du Vizeadmiral Maximilian von Spee. Ce fut la première défaite subie par la Royal Navy depuis 1812 et elle eut donc un fort retentissement au début de la guerre.

## Contexte et forces en présence

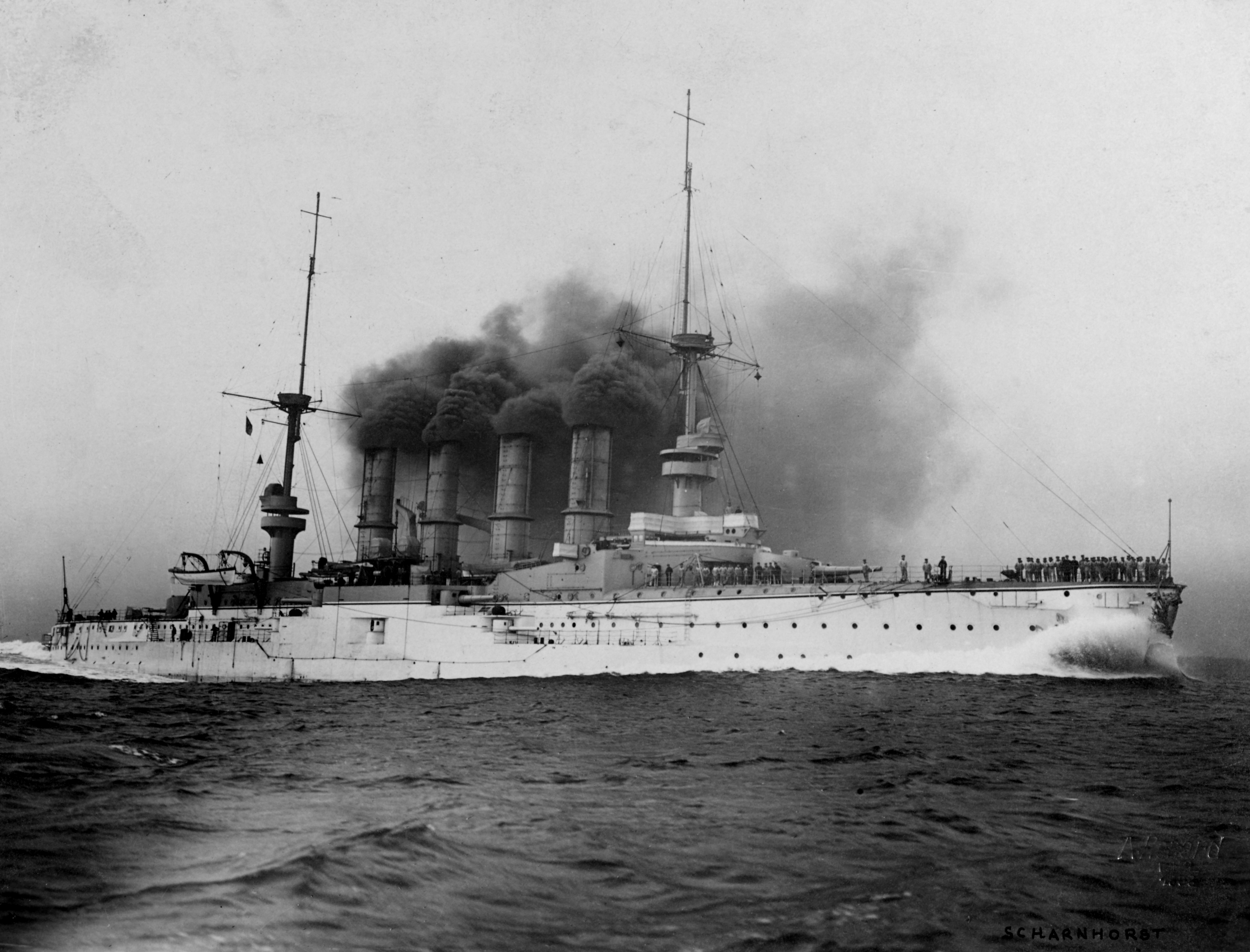
Le SMS Scharnhorst, 1907.

Depuis 1870, une escadre de croiseurs de la marine du Kaiser opérait dans l’océan Pacifique. Elle était basée depuis 1897 à Tsingtao (« Tsingtau » en allemand), depuis la concession d'une partie de la baie de Jiaozhou en Chine à la marine impériale allemande. À la déclaration de guerre, le 4 août 1914, elle se composait des deux croiseurs cuirassés très modernes de la classe Scharnhorst, épaulés par trois croiseurs légers (SMS Nürnberg, SMS Leipzig et SMS Emden). Les équipages étaient expérimentés et commandés par le vice-amiral Maximilian von Spee. Cette force importante, menant une guerre de course sur le théâtre du Pacifique, constituait une préoccupation majeure pour l'amirauté britannique.
La situation de Spee se détériore cependant brutalement avec l'entrée en guerre de l'Empire russe (1er août 1914) puis de l'Australie (4 août), événements auxquels s'ajoutent le sabotage des câbles télégraphiques internationaux allemands le 5 août, provoquant l'isolement de l'escadre d'Extrême-Orient vis-à-vis de la métropole allemande. Craignant également la flotte nippone, qui rejoindra effectivement le camp des Alliés le 23 août, il décide alors de changer de terrain de chasse. Son choix se porte sur les côtes occidentales de l'Amérique du Sud, où la présence de nombreux expatriés allemands lui garantit soutien et ravitaillement. La région est également stratégique pour venir perturber la navigation de commerce alliée. Il envoie l’Emden en chasseur solitaire sur l'océan Indien et part des îles Mariannes, le 14 août, avec ses trois autres navires vers l'île de Pâques, qu'il atteint le 12 octobre, après un raid sur Apia et un autre sur Tahiti. Là, il est rejoint par le croiseur léger Dresden, qui l'attendait sur la côte chilienne, après avoir été refoulé de l'Atlantique sud et le Leipzig arrivant de celle du Mexique.

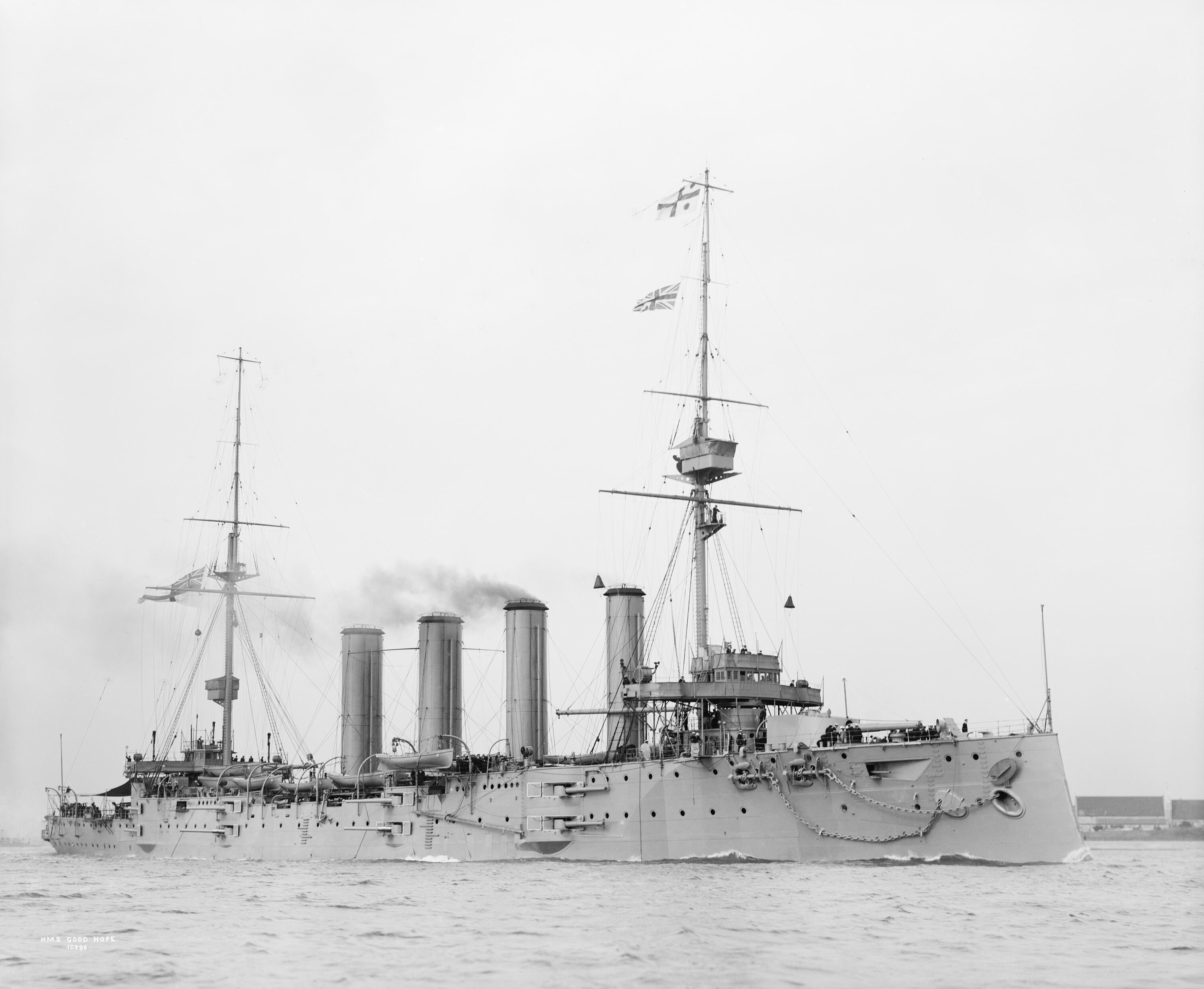
Le, navire amiral de la force anglaise.

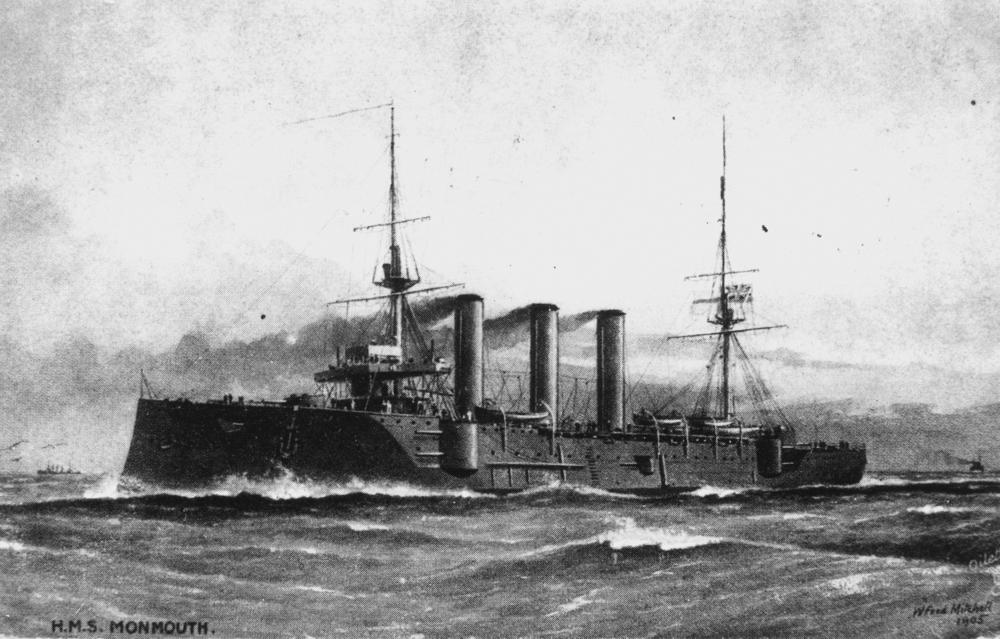
Le (reproduction d'une peinture de 1905).

Sa décision ne reste pas longtemps inconnue des Britanniques qui, grâce à une interception d'un message radio, apprennent sa destination début octobre. Parmi les forces déployées pour l'intercepter se trouve le contre-amiral Christopher Cradock qui, à la tête de son escadre des Indes occidentales, a ordre de patrouiller au large du Chili. Même si, sur le papier, les forces semblent presque équilibrées, le Britannique n'est pas dupe, ses deux croiseurs cuirassés, le HMS Good Hope et le HMS Monmouth, sont de type plus ancien, beaucoup moins puissants et armés par des équipages de réserve, peu entraînés. De plus, il ne possède qu'un croiseur léger moderne, le HMS Glasgow. Le quatrième navire de l'escadre est un paquebot armé à la va-vite, le HMS Otranto, sans réelle valeur au combat.
Ses ordres ne l'obligent pas à engager Spee. Winston Churchill, Premier Lord de l'Amirauté, lui a indiqué le 28 octobre de temporiser en attendant des renforts de la marine japonaise ou britannique. Deux nouveaux navires sont en route, le vieux cuirassé HMS Canopus et le croiseur cuirassé HMS Defence de la classe Minotaur.
Néanmoins, le 31 octobre, à la suite d'une nouvelle interception radio, Cradock pense pouvoir piéger le Leipzig, apparemment isolé. Il se porte donc au nord et rencontre Spee, sorti avec son escadre le 18 octobre à la suite d'un renseignement similaire à propos du Glasgow. Le Britannique pouvait encore éviter cette bataille fortuite et désavantageuse, en se repliant sur le Canopus à 300 milles marins au sud : celui-ci, par son blindage, tiendrait tête à l'ensemble des forces de Spee. Mais vraisemblablement influencé par le sort du contre-amiral Ernest Troubridge, après la poursuite infructueuse du SMS Goeben en août, il décide d'engager le combat malgré tout, peut-être pour éviter une accusation de lâcheté pour avoir laissé échapper une flotte ennemie sans l'engager. Son but n'est certainement pas une victoire sur Spee, mais il pense sûrement lui infliger des dégâts suffisants pour le laisser à la merci des renforts promis.

## Déroulement
L'amiral allemand, bon tacticien, ne lui en laisse pas la chance. Bien que les deux flottes soient en vue dès 16 h 20, Spee profite de l'avantage de vitesse qu'ont ses navires dans la mer très agitée pour refuser le combat jusqu'à environ 19 heures, où il laisse la distance tomber à 11 000 mètres. Ce faisant, il annule l'avantage des navires qui, positionnés à l'ouest des siens, avaient le soleil dans leur dos, ce qui risquait d'éblouir ses directions de tir. Quand enfin il consent à se laisser approcher à distance de tir, la situation est inversée, le soleil couchant fait se découper les silhouettes des navires britanniques très nettement sur l'horizon, alors que ses croiseurs sont déjà dans la pénombre.
Autre désavantage pour Cradock, son artillerie secondaire disposée sur deux niveaux sur les flancs de ses deux navires principaux ne peut être utilisée complètement, les pièces les plus basses étant constamment inondées par les paquets de mer. L'issue de la bataille est rapidement décidée : le tir allemand est précis et dévastateur, la riposte décousue. La troisième salve du Scharnhorst détruit la tourelle avant du Good Hope, celle du Gneisenau met l'arrière du Monmouth en feu, une trentaine d'obus vont les toucher par la suite, le Good Hope et le Monmouth sont très rapidement mis en feu et leurs canons se taisent l'un après l'autre.
Cradock, comprenant sa situation désespérée, tente de réduire la distance, en infléchissant sa course en direction des Allemands, pour utiliser ses nombreux canons de 152 mm à une meilleure portée. Mais, là encore, Spee ne laisse rien au hasard et se déroute pour se maintenir plus loin et profiter de la meilleure allonge de ses pièces modernes à tir rapide. À 19 h 50, sur le Good Hope, une explosion se produit entre la cheminée et le mât arrière et, quelques minutes plus tard, il sombre, avec tout son équipage et son amiral. Le Monmouth n'est lui plus qu'une épave flottante, sa tourelle avant a explosé, en proie aux flammes et gîtant sur la gauche. Le Glasgow n'ayant reçu que cinq impacts à la suite de son duel avec le Leipzig, se propose pour prendre le Monmouth désemparé en remorque. Sans réponse du bâtiment, il décide de fuir, ce qu'il fait après avoir retrouvé l’Otranto, qui, lui, a fui dès le début de la bataille, surclassé par le Dresden. Les deux navires survivants partent, cap au sud, rejoindre le Canopus, puis vers les îles Malouines.
Spee a fait cesser le tir à 19 h 26, l'obscurité ayant rendu le tir trop imprécis, et il envoie ses croiseurs légers, dont le Nürnberg qui vient de se joindre à la curée. Dans le noir, à 20 h 58, celui-ci finit par localiser le Monmouth, qu'il achève de soixante-quinze obus de 105 mm tirés à bout portant. Le Monmouth coule à son tour à 21 h 18, sans aucun survivant.

## Conséquences

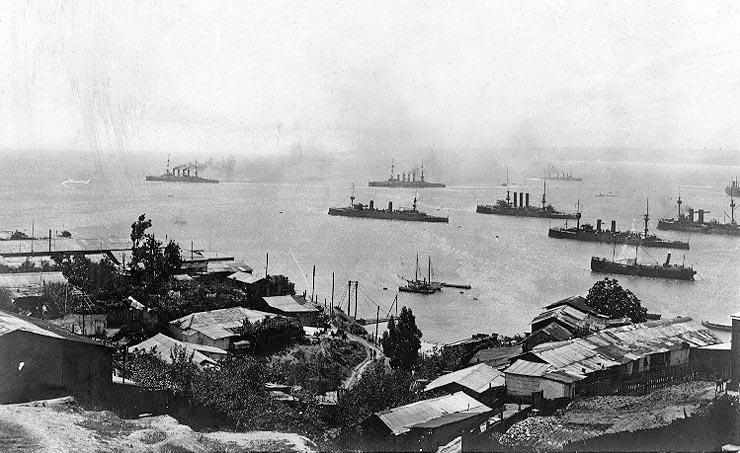
La flotte de Spee à Valparaíso en novembre 1914 après la bataille de Coronel. Le Nürnberg est tout au fond, à la suite du Gneisenau et du Scharnhorst avec leurs quatre cheminées. Les navires plus proches de la berge appartiennent à la marine chilienne. U.S. Naval Historical Center Photograph.

L'escadre de Spee retourne à Valparaiso, où elle reçoit un accueil triomphal de la population allemande. Au Royaume-Uni, l'annonce de cette défaite provoque l'indignation de la presse et de la population. Le mythe de l'invincibilité de la Royal Navy s'effondre. L'amirauté, pour venger l'affront, décide de rassembler et envoyer une force sous le commandement de l'amiral Sir Sturdee en urgence, comprenant entre autres deux des tout nouveaux croiseurs de bataille. Cette force finira par surprendre et anéantir la flotte de Spee, lors de l'affrontement des Falklands, un mois plus tard, rétablissant l'honneur de la Royal Navy, et mettant fin à tout espoir des Allemands de pratiquer la guerre de course, ou uniquement par des raiders isolés, ou par la guerre sous-marine.
Il est intéressant de rapprocher les décisions diamétralement opposées de Christopher Cradock et d'Ernest Troubridge, prises dans des circonstances relativement semblables. La décision du premier de courir en dépit des ordres à une mort certaine avec ses 1 654 hommes, sans résultats, ne fut pas vraiment critiquée et il fut même considéré comme un héros par ses pairs. Le second, qui avait pris, après beaucoup de réticences, l'option, qu'il voulait croire conforme à ses instructions, de ne pas engager des forces supérieures, fut traduit devant une cour martiale, et bien qu'il ait été acquitté en novembre, ne retrouva plus jamais de commandement à la mer et subit l'ostracisme de l'Amirauté.
Winston Churchill déclara à propos de Cradock et de son action :

« L'amiral allemand était loin d'un port de réparation. Qu'il vienne à subir quelques dommages, en admettant même qu'il en infligeât de plus graves, sa valeur militaire pouvait s'effondrer d'un seul coup. Il demeurerait en grand danger aussi longtemps que son escadre resterait inefficace et, si l'amiral Cradock jugeait que son sacrifice et celui de ses hommes étaient justifiés pour peu qu'il pût atteindre la puissance de cet ennemi, pas un homme au monde ne pourrait contester qu'il avait fait preuve du courage le plus sublime. Nous ne saurons jamais ce que furent ses pensées lorsqu'il devint évident que le succès était impossible. Il repose avec ses braves camarades, loin de leurs foyers en Angleterre. Ils ont pourtant leur récompense car ils occupent une grande place dans le martyrologe des héros de la mer. »